# Linor Abargil
Linor Abargil (tiếng Hebrew: לינור אברג'יל, thỉng thoảng được phát âm giống như Linor Aberjil; sinh ngày 17 tháng 02 năm 1980) là một người mẫu của Israel, cô cũng là người chiến thắng trong cuộc thi Hoa hậu Thế giới 1998 sau khi đã đăng quang danh hiệu Hoa hậu Israel.
Hai tháng trước khi tham dự cuộc thi Hoa hậu Thế giới, Abargil đã bị cưỡnng bức bởi Uri Shlomo, một công dân của Israel đang làm hướng dẫn viên tại Milan, Ý. Cô đã tố cáo với công chúng và Shlomo đãbị bắt tại Israel với tội danh hiếp dâm. Abargil kêu gọi mọi phụ nữ hãy làm theo cô tố cáo những người làm hại mình.
Tháng 02 năm 2006 các tờ báo đăng tin rằng siêu sao bóng rổ người Litva Šarūnas Jasikevičius (sinh năm 1976) đã cầu hôn với Linor Abargil và họ bắt đầu kế hoạch cho đám cưới của họ.
Abargil và Jasikevičius kết hôn ở Barcelona, Tây Ban Nha, vào tháng 07 năm 2006. Họ đã ly dị vào năm 2008.